# Wyżnie Liliowe
Wyżnie Liliowe – położona na wysokości ok. 1965 m przełęcz między Beskidem (2012 m) a Liliową Kopką (ok. 1975 m) w Tatrach Zachodnich. Znajduje się w grani głównej Tatr Zachodnich. Jest to płytka przełęcz i na mapach nie była uwzględniana. Nazwę tej przełęczy, jak również Liliowej Kopki, wymyślił Władysław Cywiński.
Spod przełęczy w południowo-zachodnim kierunku opada do słowackiej Doliny Cichej Liptowskiej potężny żleb, którym zimą schodzą lawiny. Na polską stronę opada trawiasty stok. W dolnej jego części znajduje się niewielki żlebek łączący się z większym żlebem spod przełęczy Liliowe.

## Szlaki turystyczne
– odcinek czerwonego szlaku Kasprowy Wierch – Świnica. Czas przejścia: 1.40 h, ↓ 1.20 h